# Alseodaphne owdenii
Alseodaphne owdenii är en lagerväxtart som beskrevs av William Kitchen Parker. Alseodaphne owdenii ingår i släktet Alseodaphne och familjen lagerväxter. Inga underarter finns listade i Catalogue of Life.